# Chicago Bulls 2011-2012
La stagione 2011-12 dei Chicago Bulls fu la 46ª nella NBA per la franchigia.
I Chicago Bulls vinsero la Central Division della Eastern Conference con un record di 50-16. Nei play-off persero al primo turno con i Philadelphia 76ers (4-2).

## Roster
| N° | Naz.                   | Ruolo | Sportivo         | Anno | Alt. | Peso |
| -- | ---------------------- | ----- | ---------------- | ---- | ---- | ---- |
| 1  | Stati Uniti (bandiera) | G     | Derrick Rose     | 1988 | 191  | 86   |
| 3  | Turchia (bandiera)     | C     | Ömer Aşık        | 1986 | 213  | 116  |
| 5  | Stati Uniti (bandiera) | A     | Carlos Boozer    | 1981 | 206  | 117  |
| 7  | Stati Uniti (bandiera) | G     | C.J. Watson      | 1984 | 188  | 82   |
| 8  | Stati Uniti (bandiera) | G     | Mike James       | 1975 | 188  | 85   |
| 9  | Regno Unito (bandiera) | A     | Luol Deng        | 1985 | 203  | 100  |
| 11 | Stati Uniti (bandiera) | GA    | Ronnie Brewer    | 1985 | 201  | 100  |
| 13 | Francia (bandiera)     | C     | Joakim Noah      | 1985 | 211  | 105  |
| 15 | Stati Uniti (bandiera) | G     | John Lucas       | 1982 | 180  | 75   |
| 21 | Stati Uniti (bandiera) | A     | Jimmy Butler     | 1989 | 201  | 100  |
| 22 | Stati Uniti (bandiera) | A     | Taj Gibson       | 1985 | 206  | 102  |
| 24 | Stati Uniti (bandiera) | A     | Brian Scalabrine | 1978 | 206  | 109  |
| 26 | Stati Uniti (bandiera) | A     | Kyle Korver      | 1981 | 201  | 95   |
| 32 | Stati Uniti (bandiera) | GA    | Richard Hamilton | 1978 | 198  | 84   |

## Staff tecnico
- Allenatore: Tom Thibodeau
- Vice-allenatori: Ron Adams, Andy Greer, Ed Pinckney, Adrian Griffin, Rick Brunson, Mike Wilhelm
- Preparatore fisico: Erik Helland
- Preparatore atletico: Fred Tedeschi